# Erich Heyl
Erich Heyl (* 22. September 1909 in Sömmerda; † 9. Februar 1981) war ein deutscher KPD- und SED-Funktionär. Er war unter anderem Zweiter Sekretär der Bezirksleitung Frankfurt (Oder) der Sozialistischen Einheitspartei Deutschlands (SED).

## Leben
Heyl, Sohn eines Schlossers und einer Hausfrau; besuchte die Volks- und Mittelschule. Zwischen 1923 und 1926 absolvierte er eine Lehre zum kaufmännischen Angestellten. Von 1926 bis 1933 arbeitete er als Vertreter, zeitweise war er arbeitslos. Im September 1930 trat er der Kommunistischen Partei Deutschlands (KPD) bei und ab 1932 wirkte er als Vorsitzender der KPD-Ortsgruppe Sömmerda und war Mitglied der erweiterten Bezirksleitung Großthüringen der KPD.
Nach der „Machtergreifung“ der Nationalsozialisten 1933 beteiligte sich Heyl am kommunistischen Widerstand. Er wurde für drei Monate in „Schutzhaft“ genommen. Von 1933 bis 1935 arbeitete er auf dem Bau, anschließend bis 1941 Arbeit als kaufmännischer Angestellter und Buchhalter in Erfurt. Im Oktober 1941 wurde er zur Wehrmacht eingezogen. Von Mai 1945 bis Januar 1946 befand er sich in sowjetischer Kriegsgefangenschaft. Er war Angehöriger des Antifa-Komitees im Kriegsgefangenenlager Auschwitz.
Nach Rückkehr in seine Heimatstadt wirkte er von Januar 1946 bis Juli 1948 als Sekretär der Ortsleitung Sömmerda der KPD bzw. der SED. Heyl setzte sich aktiv für die Vereinigung der beiden Arbeiterparteien SPD und KPD zur SED ein. Er gehörte zu den Sömmerdaer Delegierten des Vereinigungsparteitages der Thüringer Parteiorganisationen in Gotha am 6. und 7. April 1946. Von Juli bis Oktober 1948 war er Vorsitzender des Kreisvorstandes Erfurt-Weißensee, von Oktober 1948 bis Dezember 1949 Erster Sekretär der Kreisleitung Erfurt und von Januar 1950 bis Januar 1954 Erster Sekretär der Kreisleitung Sondershausen der SED.
Zwischen November 1950 und 1953 absolvierte er ein Fernstudium im Umfang eines Einjahrlehrganges an der Parteihochschule „Karl Marx“. Von Februar 1954 bis März 1956 war er Erster Sekretär der Kreisleitung Nordhausen (Nachfolger: Gerhard Schinkel) und wirkte von März 1956 bis Juni 1960 als Zweiter Sekretär der SED-Bezirksleitung Frankfurt (Oder). Anschließend VdN-Rentner, wirkte er noch als Vorsitzender des Kreiskomitees der Antifaschistischen Widerstandskämpfer Frankfurt (Oder).
Heyl wurde mit dem Vaterländischen Verdienstorden in Silber und der Medaille für Kämpfer gegen den Faschismus 1933 bis 1945 ausgezeichnet. Er starb im Alter von 71 Jahren.